# Leave Before the Lights Come On
"Leave Before the Lights Come On" é uma canção da banda de rock inglesa Arctic Monkeys. Foi lançada em 14 de agosto de 2006 como o terceiro single da banda no Reino Unido. A música não foi incluída no álbum de estréia da banda Whatever People Say I Am, That's What I'm Not, embora Alex Turner tenha dito que ela poderia entrar para o álbum por seguir um tema semelhante a de muitas das faixas do disco. Foi o último lançamento da banda antes de começarem a divulgação de seu segundo álbum Favourite Worst Nightmare, em 2007. No entanto, a faixa também não foi incluída no segundo álbum.
O lançamento do single foi confirmado no site da banda em 6 de julho de 2006, e foi lançada no dia 14 de agosto em um CD de 3 faixas e também em vinil.  Em julho de 2006, foi confirmado no programa "Gonzo" que "Put Your Dukes Up, John", do The Little Flames estaria incluso no single, e em 17 de julho foi divulgado que o segundo lado B do single seria um cover da canção "Baby, I'm Yours", de Barbara Lewis, em parceria com the 747s. O single estreou nas paradas britânicas na quarta posição em 20 de agosto de 2006, sendo o primeiro single da banda a não atingir o topo.
"Leave Before the Lights Come On" foi o primeiro single do Arctic Monkeys a entrar para as paradas canadenses e estreou duas posições abaixo da canção "Meant To Fly", de Eva Avila. O single caiu mais uma posição na segunda semanae permaneceu nas paradas por sete semanas.

## Videoclipe
O clipe foi lançado no site da banda em 3 de agosto de 2006. Foi dirigido por John Hardwick, que também participou dagravação do vídeo de  "M.O.R." para o Blur. Foi filmado em Sheffield em julho de 2006 e conta com Kate Ashfield de "Uma Noite De Morte" e Paddy Considine de "Na América" e "A Luta Pela Esperança". O vídeo começa com Ashfield no topo de um prédio, pronta para saltar. Ela joga um de seus sapatos enquanto Considine caminha pela rua abaixo. Ele a vê e imediatamente corre para o topo do prédio, a impedindo de pular. Os dois se abraçam e vão a uma cafeteria. Ashfield tenta beijar Considine, mas ele se esquiva, mostrando seu anel de casamento, e deixa o lugar, mas ela tenta segui-lo. Ele a ameaça contra uma cerca e depois foge. Ashfield então retorna ao topo do prédio onde ela propositalmente joga o sapato em frente a um novo homem (Matt Helders), que caminha vestindo uma camiseta com os dizeres "Bang Bang", gravadora fictícia do Arctic Monkeys; supondo que os eventos estão para se repetir em um ciclo.

## Faixas
| CD single (RUG236CD) |                                                       |                   |         |  |
| N.º                  | Título                                                | Compositor(es)    | Duração |  |
| 1.                   | "Leave Before the Lights Come On"                     | Arctic Monkeys    | 3:52    |  |
| 2.                   | "Put Your Dukes Up John" (Cover de The Little Flames) | The Little Flames | 3:03    |  |
| 3.                   | "Baby I'm Yours" (Cover de Barbara Lewis)             | Van McCoy         | 2:32    |  |

| 7" (RUG236) |                                           |                |         |  |
| N.º         | Título                                    | Compositor(es) | Duração |  |
| 1.          | "Leave Before the Lights Come On"         | Arctic Monkeys | 3:52    |  |
| 2.          | "Baby I'm Yours" (Cover de Barbara Lewis) | Van McCoy      | 2:32    |  |